# Zonta International
Zonta International (uttalas [zɔʹntə intənæʹʃnəl]) är en partipolitiskt oberoende kontakt- och serviceorganisation. Organisationens medlemmar är  yrkesverksamma personer i ansvarig ställning. Huvudkontoret är beläget i Chicago, men lokala klubbar fanns 2009 i totalt 67 länder. Antalet medlemmar uppgick då till cirka 33 000 varav 2 800 i distrikt nummer 21 (Sverige och Lettland). Medlemskap erhålls  genom inval.

## Historia
Zonta International grundades 1919 i Buffalo, USA då under namnet The Confederation of Zonta Clubs. År 1930 gjordes en omorganisation och organisationen blev i och med detta Zonta International.
Ordet Zonta betyder redlighet och pålitlighet och kommer från sioux.

## Syfte
Organisationens syfte är att främja kvinnors ställning inom områdena politik, ekonomi, hälsa och yrkesutövning. Vidare arbetar organisationen för ökad förståelse mellan människor och för fred.

## Verksamhet
Organisation delar ut stipendier till kvinnliga forskare och ger också stöd till utbildnings- och hälsovårdsprojekt som är inriktade på kvinnor i u-länder. Som exempel på stipendier kan nämnas Amelia Earheart-stipendiet som delas ut till kvinnor som utmärker sig inom vetenskap och teknologi. Zonta International har även konsultativ status i bland annat FN:s ekonomiska och sociala råd och Unesco. Sedan 1972 finns även ett samarbete med Unicef.